# كيني شيلدز
كيني شيلدز هو مغني كندي، ولد في 24 أكتوبر 1947 في نوكوميس ‏ في كندا، وتوفي في 21 يوليو 2017.